# Trà sữa Mông Cổ

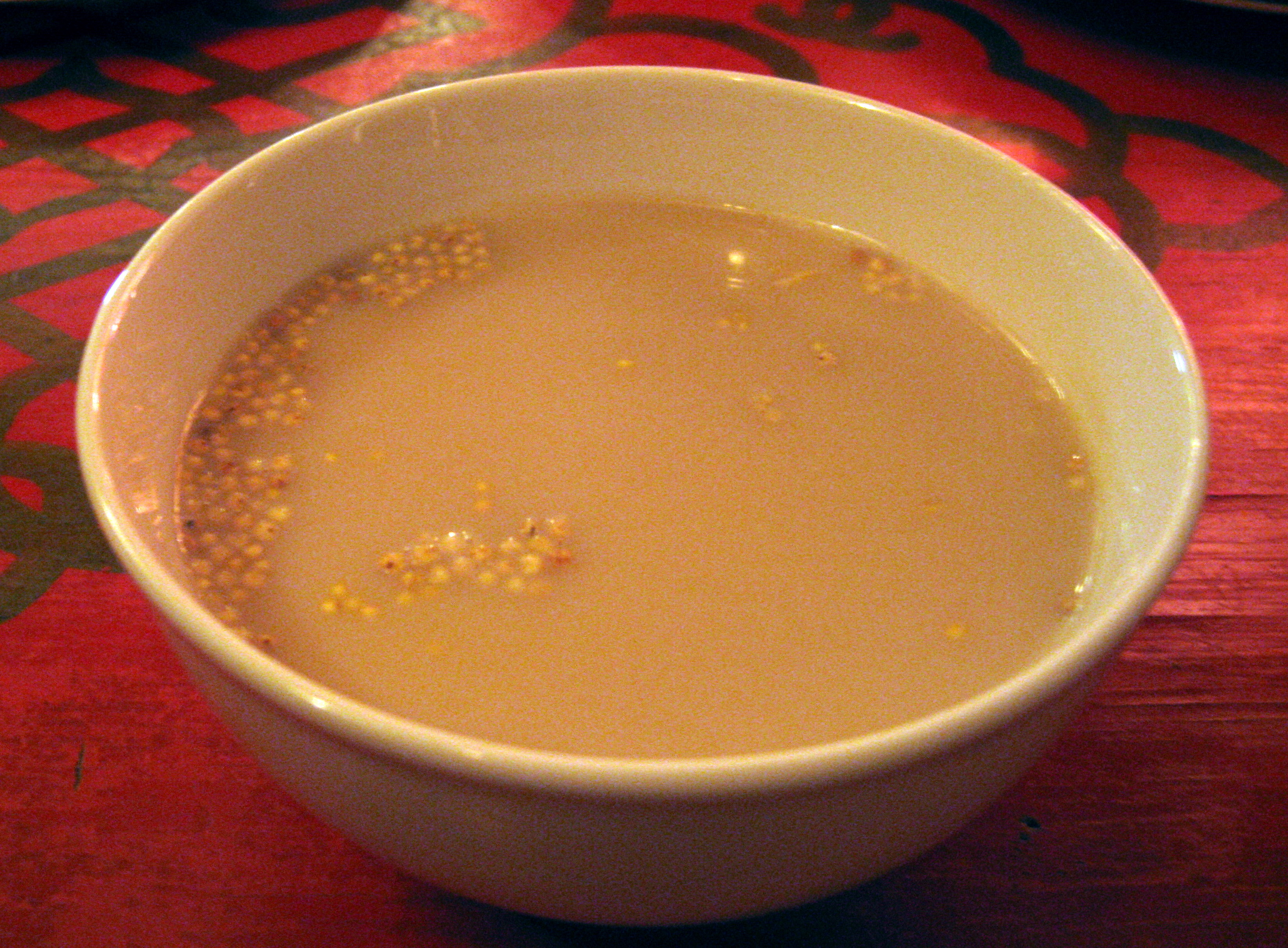
Trà sữa Mông Cổ

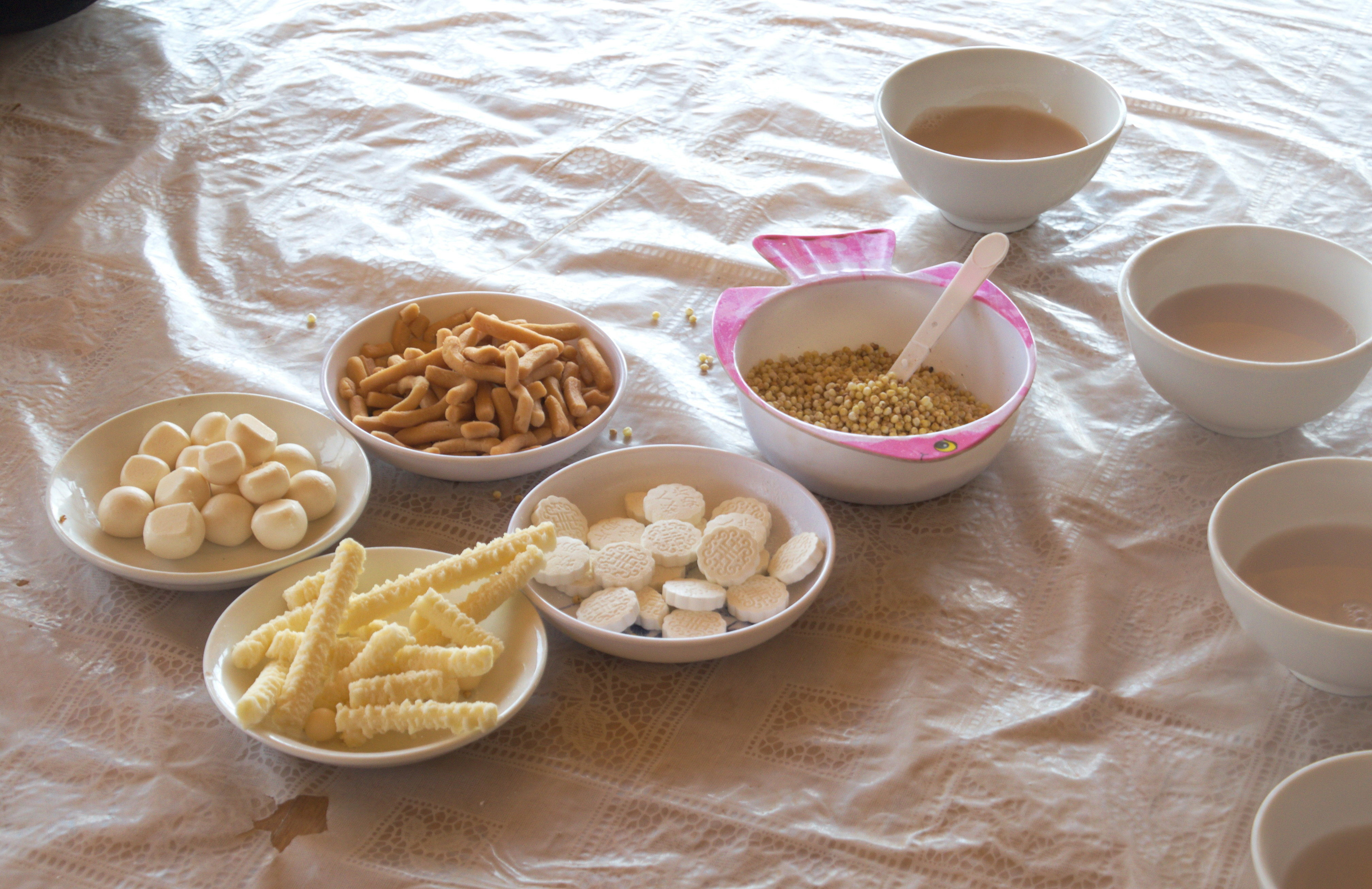
Trà sữa Mông Cổ (phải) với kê nướng (giữa) để thêm vào trà và kẹo aaruul (trái) làm món ăn kèm.

Trà sữa Mông Cổ hay Suutei tsai (tiếng Mông Cổ: сүүтэй цай,ᠰᠦᠲᠡᠢᠴᠠᠢ, tiếng Thổ Nhĩ Kỳ: sütlü çay) (nghĩa đen là "trà với sữa") là một loại đồ uống truyền thống của người Mông Cổ.

## Lịch sử
Sữa là một phần rất quan trọng trong khẩu phần của người Mông Cổ. Sữa được người Mông Cổ uống đến từ nhiều nguồn bao gồm bò, lạc đà, ngựa, bò Tây Tạng, dê và cừu, mặc dù hiện nay sữa từ bò là tiêu chuẩn. Một truyền thống xưa của nhiều người Mông Cổ là không uống nước tự nhiên. Điều này có thể là kết quả của niềm tin theo người Mông Cổ rằng nước là linh thiêng.
Tương truyền rằng, những Đại Hãn du mục thuở xưa, để chống chọi với cái lạnh đêm trường và tăng sức mạnh cho bản thân cũng như binh lính; họ thường chọn trà sữa làm thức uống thay nước. Do đó, sau mỗi cuộc chinh phạt hoặc sau những buổi tiệc rượu sữa ngựa say khướt thì họ uống trà sữa lấy lại tinh thần và sinh lực. Trong những chuyến du mục dài ngày, cả phụ nữa và trẻ em đều yêu thích món trà sữa Mông Cổ. Hầu hết mọi người đều xem đây là một thức uống hàng ngày và dần dần nó đã đi vào nền văn hóa đậm đà bản sắc hoang dã này.
Vào giữa thế kỷ XIII, một giáo sĩ dòng Phanxicô, William của Rubruck, đã lên đường đến Đế quốc Mông Cổ để viết tư liệu về người Mông Cổ. Trong bài tường thuật của mình, Rubruck lưu ý về thói quen uống nước của người Mông Cổ, cho rằng người Mông Cổ "cẩn thận nhất là không uống nước tinh khiết". Ở một vùng đất không có sẵn nước trái cây và rượu, nhiều người Mông Cổ đã chọn uống các sản phẩm làm từ sữa như trà sữa hoặc airag (một loại rượu sữa được pha từ sữa ngựa lên men) thay vì nước tinh khiết.

## Pha chế
Các thành phần để pha trà sữa thường là nước, sữa, lá trà và muối. Công thức đơn giản có thể cho 1 lít nước, 1 lít sữa, 1 muỗng trà xanh và 1 muỗng muối. Nhưng các thành phần thường đa dạng. Một số công thức sử dụng trà xanh trong khi các công thức khác sử dụng trà đen. Vài công thức thậm chí còn có bơ hoặc chất béo. Sữa ở Mông Cổ thường là sữa tươi nguyên chất, và cách sử dụng nửa sữa và nửa kem thay vì chỉ dùng sữa đã qua chế biến sẽ tạo nên một loại đồ uống phong phú gần giống với thực phẩm. Lượng muối trong trà cũng thường rất đa dạng. Một phụ liệu phổ biến khác cho trà sữa là kê chiên.
Cách pha chế cũng có thể khác nhau. Cách nấu truyền thống là khuấy sữa bằng cách múc lên khi sữa đang sôi và đổ trở xuống từ trên cao. Tuy nhiên, ngày nay nhiều người bỏ qua bước này.
Loại trà mà người Mông Cổ sử dụng để pha trà sữa thường được đóng thành bánh. Bánh bao gồm trà chất lượng thấp được tạo thành từ thân hoặc lá trà kém chất lượng và được nén thành bánh để có thể dễ dàng bảo quản. Khi cần, trà được tách ra và thêm vào món trà sữa.

## Phổ biến
Trong khi người Mông Cổ thích trà sữa, thì người nước ngoài lại gặp khó khăn để điều chỉnh hương vị đặc biệt của món do thành phần trà sữa có muối.
Trà sữa là một trong những thức uống phổ biến nhất ở Mông Cổ. Người dân uống trà sữa hàng ngày, thậm chí còn nhiều hơn nước lọc. Món thường được dùng để mời khách khi đến nhà của người Mông Cổ, được gọi là yurt hoặc ger. Khi đến nơi, du khách thường được mời món trà sữa với một tô sứ tròn chứa đầy đồ ăn nhẹ. Trà sữa có thể được uống trực tiếp, với boortsog (bánh quy chiên kiểu Mông Cổ) hoặc với bánh bao.
Ngoài ra, trà sữa có sẵn ở dạng gói hòa tan.